# Ctenosciara ovalis
Ctenosciara ovalis är en tvåvingeart som först beskrevs av Edwards 1927.  Ctenosciara ovalis ingår i släktet Ctenosciara och familjen sorgmyggor. Inga underarter finns listade i Catalogue of Life.